# هانتر روز
كان هانتر روز متخصص هيدروليكي، وُلد في 29 مارس عام 1906 وتُوفي في 16 أكتوبر عام 1996، وكان معروفًا بأبحاثه حول ميكانيكا إضطراب السوائل.
كان روز عضوًا في هيئة التدريس في معهد ماساتشوستس للتكنولوجيا في كامبريدج، من عام 1929 حتى عام 1933، وذلك عندما انتقل إلى جامعة كولومبيا.
كان في معهد كاليفورنيا للتقنية في مدينة باسادينا بين عام 1936 و 1939، وفي عام 1939 إلتحق بموظفي جامعة آيوا في مدينة آيوا سيتي، حيث كان عميداً لكلية الهندسة من عام 1966 إلى عام 1972. تضمنت أعمال هانتر روز دراسات حول التشابه والتماثل، والتدفق والتدفق الفائق، وانتشار النفاثات، خشونة حدود الطبقات، و تعلق الرواسب.
من بين أعماله المكتوبة هي ميكانيكا الموائع للمهندسين الهيدروليين (1938) ، ميكانيكا الموائع الابتدائية (1946) ، ميكانيكا الموائع الأساسية (1953) ، وتاريخ الهيدروليكا (1957).
ومن بين أعماله الكتابية كتاب هي ميكانيكا الموائع للمهندسين الهيدروليكين (1938)،علم ميكانيكا الموائع الابتدائي (1946)، علم ميكانيكا الموائع الأساسية (1953)، وتاريخ الهيدروليكا (1957).
ريتشارد راوس الابن الأكبر لهنتر هو واحد من أفضل المتخصصين في العالم في تاريخ أوروبا الغربية في العصور الوسطى.

## روابط خارجية
- "Hunter Rouse". Archives. IIHR–Hydroscience & Engineering, University of Iowa. مؤرشف من الأصل في 2019-07-02. اطلع عليه بتاريخ 2012-09-05.